# Вестервелд
Вестервелд (нидерл. Westerveld, Произношениео файле) — община в нидерландской провинции Дренте. Образована в 1998 году за счёт слияния общин Дивер, Двингело, Хавелте и Вледдер. Административный центр — деревня Хавелте.
В состав общины входят следующие населённые пункты:
Босхорд, Дарп, Дивер, Дивербрюг, Долдерсюм, Двингело, Эмстер, Фредериксорд, Гёйвенбрюг, Хавелте, Хавелтерберг, Леггело, Лхе, Лхебрук, Нейенслек, Ауде-Виллем, Уффелте, Вледдер, Вледдервен, Вапсе, Вапсервен, Ватерен, Вилхельминаорд, Виттелте и Зоргвлид.
Двингело — город, расположенный между Меппелом и Ассеном. Радиотелескоп радиообсерватории Двингело расположен на краю Dwingeloo Heath, в 3 километрах к югу от деревни.